# Piłka nożna we Włoszech

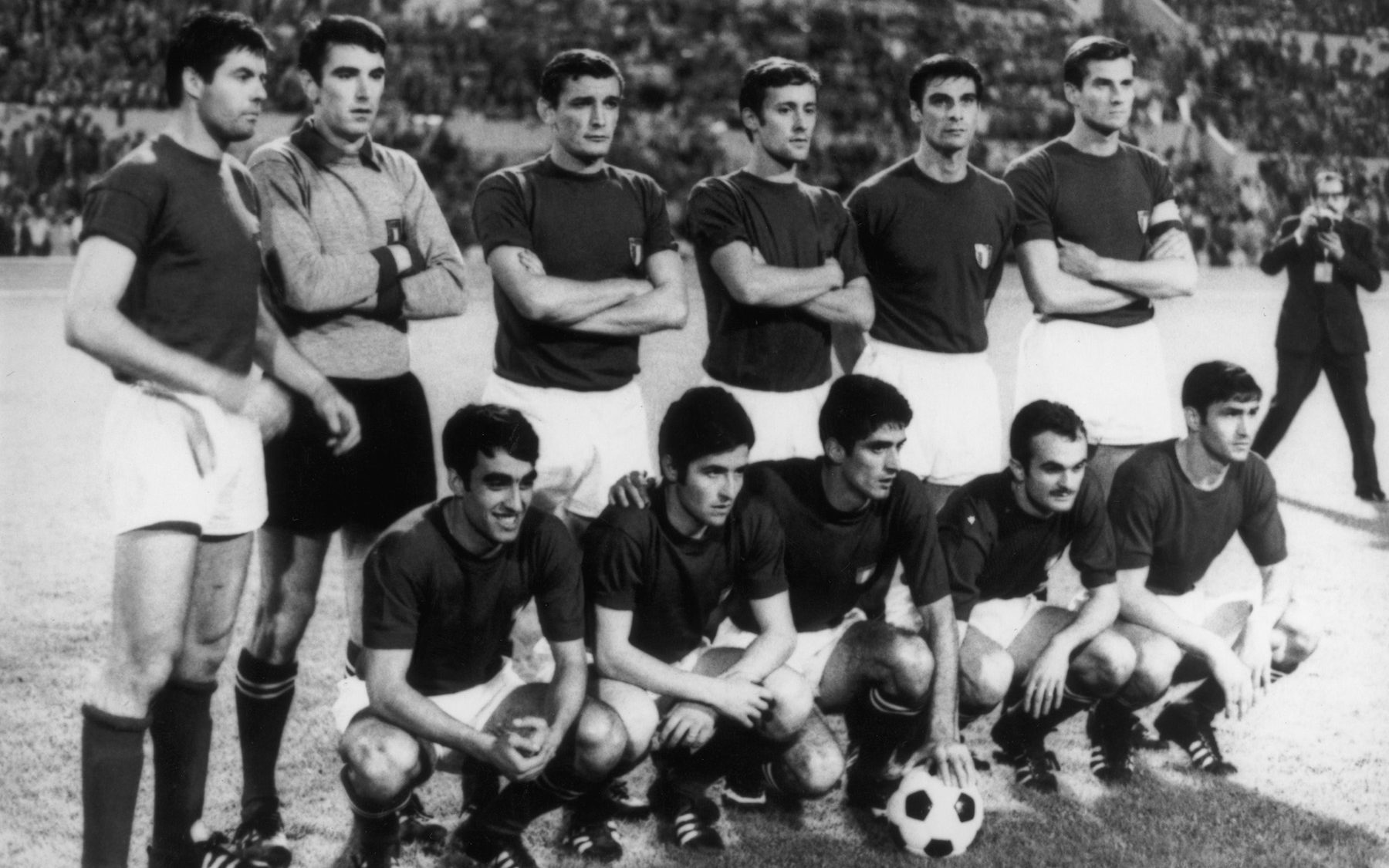
Reprezentacja Włoch podczas Euro 1968.

Piłka nożna (wł. calcio ˈkaltʃo, wymowaⓘ) jest najpopularniejszym sportem we Włoszech. Jej głównym organizatorem na terenie Włoch pozostaje Federazione Italiana Giuoco Calcio.
Piłkarska reprezentacja Włoch czterokrotnie zdobyła mistrzostwo świata (1934, 1938, 1982, 2006) i obok Brazylii (5 tytułów mistrzowskich) jest pod tym względem najbardziej utytułowaną reprezentacją. Ponadto zdobyła 2 mistrzostwa Europy (1968, 2020), 1 złoty medal olimpijski (1936) i 2 puchary międzynarodowe (Puchar Europy Środkowej w piłce nożnej 1927–1930, 1933–1935).
Najwyższa włoska liga krajowa, Serie A, jest jedną z najpopularniejszych profesjonalnych lig sportowych na świecie i często jest przedstawiana jako najbardziej taktyczna krajowa liga piłkarska. Włoskie kluby są w czołówce pod względem liczby zdobytych międzynarodowych trofeów, z 50 oficjalnymi tytułami (12 Pucharów Europy/Ligi Mistrzów, 9 Pucharów UEFA, 7 Pucharów Zdobywców Pucharów, 4 Puchary Intertoto, 9 Superpucharów UEFA, 7 Pucharów Interkontynentalnych i 2 Klubowe Mistrzostwa Świata FIFA), które sprawiają, że Włochy są najbardziej utytułowanym krajem w Europie po Hiszpanii. Włoskie drużyny klubowe zdobyły 48 najważniejszych europejskich trofeów, co czyni je drugim najbardziej utytułowanym narodem w europejskim futbolu. W Serie A grają trzy najbardziej znane kluby świata, takie jak Juventus, Milan i Inter, wszyscy członkowie założyciele G-14, grupy, która reprezentowała największe i najbardziej prestiżowe europejskie kluby piłkarskie; Serie A była jedyną ligą, która wypromowała trzech członków założycieli.
Juventus, Milan i Inter, a także Roma, Fiorentina, Lazio, wcześniej Parma a obecnie Napoli są znane jako siedem sióstr włoskiego futbolu.
Włoscy menedżerowie odnoszą największe sukcesy w europejskiej piłce nożnej, zwłaszcza w rozgrywkach takich jak Liga Mistrzów. Wśród trenerów, którzy wygrali jedenaście turniejów od 1956 roku (rekord), są Carlo Ancelotti (3), Nereo Rocco (2), Arrigo Sacchi (2), Giovanni Trapattoni, Fabio Capello, Marcello Lippi, Roberto Di Matteo. Najwięcej graczy zdobyło upragnioną nagrodę Ballon d'Or, grając w Serie A niż jakakolwiek inna liga na świecie, z wyjątkiem La Ligi.

## Historia

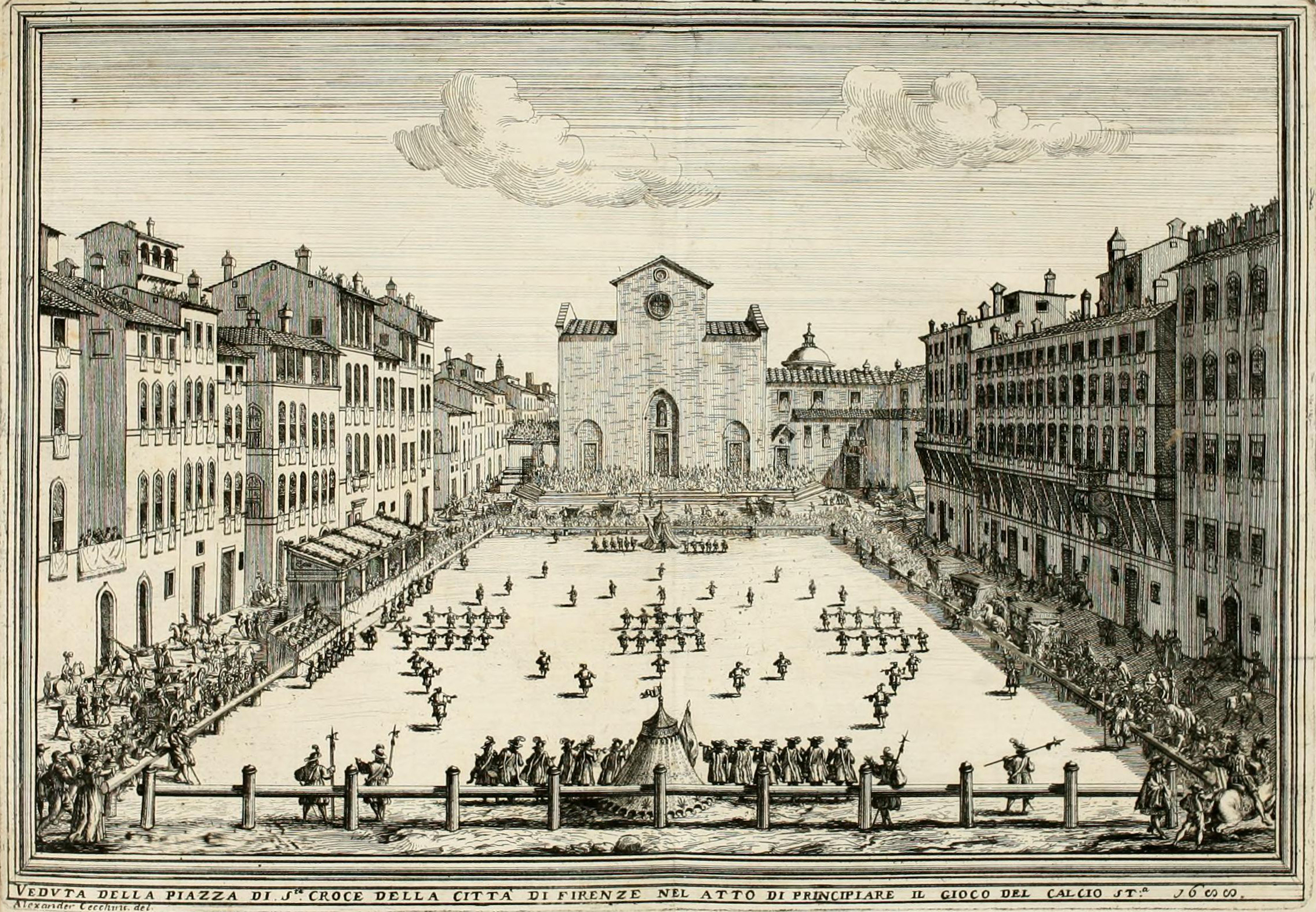
Ilustracja przedstawiająca grę calcio fiorentino (1688)

Wczesna odmiana piłki nożnej zapoczątkowana została jeszcze w średniowieczu. Wówczas dużą popularnością cieszyła się gra o nazwie calcio, ujęta w tamtym czasie w pewne prymitywne przepisy. Plac gry podzielony był na połowy. Na każdej z nich znajdowały się bramki utworzone ze specjalnych namiotów. W meczu rywalizowały dwie drużyny dwudziestu siedmiu zawodników, podzielone na pewne formacje.
Nowoczesna odmiana gry została sprowadzona do Włoch w latach 80. XIX wieku. Edoardo Bosio, kupiec w brytyjskim przemyśle tekstylnym, odwiedził Anglię, gdzie zapoznał się z grą. Wrócił do Turynu w 1887 roku i był zmotywowany do rozpowszechniania piłki nożnej w swojej ojczyźnie. W tym samym roku założył pierwszy klub piłkarski we Włoszech - Torino Football and Cricket Club, a wkrótce potem Nobili Torino. Drugi klub nosił miano szlachcica, ponieważ członkami klubu były książę Abruzzi i Alfonso Ferrero di Ventimiglia (późniejszy prezes Włoskiego Związku Piłki Nożnej). Obie drużyny połączyły się w 1891 roku, tworząc Internazionale Football Club Torino.
Genoa Cricket and Football Club, utworzony jako klub krykieta, aby reprezentować Anglię za granicą, został założony przez Anglików w 1893 roku. Trzy lata później, w 1896 roku, do Genui przybył mężczyzna o nazwisku James Richardson Spensley i wprowadził sekcję piłkarską klubu, stając się jego pierwszym menedżerem.
W 1898 roku powstała rywalizująca federacja FIGC, której centrum pierwotnie mieściło się w Turynie, a pierwszym prezydentem był Mario Vicary. FIGC organizował Mistrzostwa Włoch w piłce nożnej z czterema założycielami klubów: Genoa, FBC Torinese, Ginnastica Torino i Internazionale Torino.

## Format rozgrywek ligowych
W obowiązującym systemie ligowym cztery najwyższe klasy rozgrywkowe są ogólnokrajowe (Serie A, Serie B, Serie C, Serie D). Dopiero na piątym poziomie pojawiają się grupy regionalne.

## Puchary
Rozgrywki pucharowe rozgrywane we Włoszech to:
- Puchar Włoch
- Superpuchar Włoch - mecz między mistrzem kraju i zdobywcą Pucharu